# Mitoyo, Kagawa
Mitoyo (三豊市 (Tam Phong thị) Mitoyo-shi) là một thành phố thuộc tỉnh Kagawa, Nhật Bản.